# Bingoal WB
Bingoal WB (UCI kód: BWB) je belgický profesionální cyklistický tým založený v roce 2011. Tým je klasifikován jako UCI ProTeam a účastní se závodů v rámci UCI Continental Circuits a také UCI World Tour, ale na divokou kartu. Jedním ze sponzorů týmu je Francouzské společenství Belgie.

## Soupiska týmu
K 1. lednu 2024
- Louis Blouwe (BEL) (* 19. listopadu 1999)
- Luca De Meester (BEL) (* 22. ledna 2000)
- Floris De Tier (BEL) (* 20. ledna 1992)
- Ceriel Desal (BEL) (* 20. října 1999)
- Louka Matthys (BEL) (* 31. prosince 1999)
- Johan Meens (BEL) (* 7. července 1999)
- Julian Mertens (BEL) (* 6. října 1997)
- Davide Persico (ITA) (* 1. dubna 2001)
- Dimitri Peyskens (BEL) (* 26. listopadu 1991)
- Tom Portsmouth (GBR) (* 19. prosince 2001)
- Alexander Salby (DEN) (* 4. června 1998)
- Lennert Teugels (BEL) (* 9. dubna 1993)
- Marco Tizza (BEL) (* 6. února 1992)
- Luca Van Boven (BEL) (* 6. ledna 2000)
- Nathan Vandepitte (FRA) (* 30. března 2000)
- Aaron van der Beken (BEL) (* 13. listopadu 2000)
- Kenneth Van Rooy (BEL) (* 8. října 1993)
- Jelle Vermoote (BEL) (* 29. srpna 2001)
- Giacomo Villa (ITA) (* 29. ledna 2002)
- Loïc Vliegen (BEL) (* 20. prosince 1993)
- Sasha Weemaes (BEL) (* 9. února 1998)